# The Showgrounds
The Showgrounds  è uno stadio di calcio situato nella città di Newry, in Irlanda del Nord. Sin dal 2013 è la sede delle partite casalinghe della squadra del Newry City AFC.

## Storia
Esistente dal 1923, è stato ampliato e ristrutturato nel 2010. È stato uno degli impianti designati ad ospitare partite del Campionato europeo di calcio Under-19 2005.